# Babette van Veen

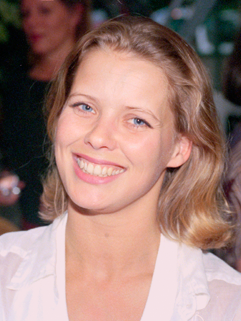
Babette van Veen

Babette van Veen (nacida el 30 de abril de 1968) es una actriz y cantante holandesa. Es conocida por su papel de Linda Dekker en la telenovela Goede tijden, slechte tijden.

## Carrera
En 1989, hizo su debut cinematográfico en la película Blueberry Hill del director de cine belga Robbe De Hert . Ella apareció en la película Brylcream Boulevard de 1995 y en la película Nachtvlinder de 1999.
Van Veen y la West Coast Big Band de La Haya, Países Bajos, lanzaron el álbum Winter en 2005. Lanzó el álbum Vertrouwelijk en el 2009.
Interpretó el papel de Linda Dekker en la telenovela Goede tijden, slechte tijden de 1990 a 1998 y nuevamente en 2005 y 2006 y de 2015 a 2021. Van Veen, Guusje Nederhorst y Katja Schuurman actuaron como el grupo de canto Linda, Roos & Jessica en la década de 1990. El grupo obtuvo un éxito número uno con la canción Ademnood . El nombre del grupo consiste en los nombres de sus personajes en la telenovela Goede tijden, slechte tijden . El grupo realizó su último concierto en 1998. Van Veen también interpretó un papel en la telenovela belga Familie.
Compitió en la segunda temporada de la serie de televisión holandesa The Masked Singer . En el 2021, apareció en un episodio de la serie de televisión Het Jachtseizoen . El mismo año fue despedido de la telenovela Goede tijden, slechte tijden para reducir el tamaño del elenco.
En 2022, apareció en la segunda temporada del programa de televisión De Verraders . También apareció en el concurso de fotografía Het perfecte plaatje . En junio del 2022 anunció su regreso a la telenovela Goede tijden, slechte tijden .

## Vida personal
Su padre es el actor de teatro holandés Herman van Veen .
Van Veen tuvo una relación con el cantante flamenco Koen Wauters a principios de la década de 1990. Van Veen se casó con el presentador de televisión holandés Bas Westerweel en 1998. Anunciaron su divorcio en noviembre de 2010. Ellos tienen dos hijos.

## Filmografía seleccionada

### Película
- Colina de arándanos (1989)
- Bulevar Brylcream (1995)
- Nachtvlinder (1999)

### Televisión
- Goede tijden, slechte tijden (1990 - 1998, 2005 - 2006, 2015 - 2021, 2022 - presente)
- Familia (1994 - 1995)